# Berlindeklarationen om fri tillgång till kunskap inom naturvetenskaper och humaniora
Berlindeklarationen om fri tillgång till kunskap inom naturvetenskaper och humaniora är ett internationellt uttalande om fri tillgänglighet och kunskapstillgänglighet som initierades av 19 forskningsinstitut 2003. Det skedde under en konferens om fri tillgänglighet i Harnackhuset i Berlin som Max Planck-sällskapet var värd för. Organisationer som skriver på deklarationen åtar sig att tillgängliggöra vetenskap och kunskap i enlighet med deklarationens definitioner. I oktober 2007 hade mer än 240 vetenskapliga organisationer undertecknat deklarationen och efter Open Access Week 2013, hade 451 organisationer undertecknat den.
Andra initiativ och uttalanden inom området är Budapest Open Access Initiative och Bethesdauttalandet om fritt tillgänglig publikation.